# Ecuadoraans voetbalelftal in 2008
Het Ecuadoraans voetbalelftal speelde in totaal twaalf interlands in het jaar 2008, waaronder zes wedstrijden in de kwalificatiereeks voor het WK voetbal 2010 in Zuid-Afrika. De selectie stond onder leiding van de Colombiaanse bondscoach Sixto Vizuete. 

## Balans
| Wedstrijden | Wedstrijden | Wedstrijden | Wedstrijden | Doelpunten | Doelpunten | Doelpunten | Punten |
| Gespeeld    | Winst       | Gelijk      | Verlies     | Voor       | Tegen      | Saldo      | Punten |
| ----------- | ----------- | ----------- | ----------- | ---------- | ---------- | ---------- | ------ |
| 12          | 5           | 3           | 4           | 12         | 12         | 0          | 1.083  |

## Interlands
|                                                     |                                                          |       |                     |                                                                           |
| 26 maart Vriendschappelijk № 398 «onderlinge duels» | Ecuador                                                  | 3 – 1 | Haïti               | Estadio La Cocha, Latacunga Toeschouwers: 10.000 Scheidsrechter: onbekend |
| 26 maart Vriendschappelijk № 398 «onderlinge duels» | Segundo Castillo 45' Walter Ayoví 59' Carlos Tenorio 61' |       | 5' Davidson Charles | Estadio La Cocha, Latacunga Toeschouwers: 10.000 Scheidsrechter: onbekend |

|                                                             |                                         |       |         |                                                                                    |
| 27 mei Vriendschappelijk № 399 «onderlinge duels» 21:00 uur | Frankrijk                               | 2 – 0 | Ecuador | Stade des Alpes, Grenoble Toeschouwers: 20.000 Scheidsrechter: Paul Allaerts (BEL) |
| 27 mei Vriendschappelijk № 399 «onderlinge duels» 21:00 uur | Bafétimbi Gomis 60' Bafétimbi Gomis 86' |       |         | Stade des Alpes, Grenoble Toeschouwers: 20.000 Scheidsrechter: Paul Allaerts (BEL) |

|                                                            |                       |       |                      |                                                                                         |
| 15 juni WK-kwalificatie № 400 «onderlinge duels» 18:10 uur | Argentinië            | 1 – 1 | Ecuador              | Estadio Monumental, Buenos Aires Toeschouwers: 41.167 Scheidsrechter: René Ortubé (BOL) |
| 15 juni WK-kwalificatie № 400 «onderlinge duels» 18:10 uur | Rodrigo Palacio 90+3' |       | 68' Patricio Urrutia | Estadio Monumental, Buenos Aires Toeschouwers: 41.167 Scheidsrechter: René Ortubé (BOL) |

|                                                            |         |       |          |                                                                                              |
| 18 juni WK-kwalificatie № 401 «onderlinge duels» 17:00 uur | Ecuador | 0 – 0 | Colombia | Estadio Olímpico Atahualpa, Quito Toeschouwers: 33.588 Scheidsrechter: Héctor Baldassi (ARG) |
| 18 juni WK-kwalificatie № 401 «onderlinge duels» 17:00 uur |         |       |          | Estadio Olímpico Atahualpa, Quito Toeschouwers: 33.588 Scheidsrechter: Héctor Baldassi (ARG) |

|                                                                  |                      |       |          |                                                                                       |
| 20 augustus Vriendschappelijk № 402 «onderlinge duels» 20:30 uur | Ecuador              | 1 – 0 | Colombia | Giants Stadium, East Rutherford Toeschouwers: 10.000 Scheidsrechter: Alex Trull (USA) |
| 20 augustus Vriendschappelijk № 402 «onderlinge duels» 20:30 uur | Cristian Benítez 39' |       |          | Giants Stadium, East Rutherford Toeschouwers: 10.000 Scheidsrechter: Alex Trull (USA) |

|                                                                |                                                                  |       |                    |                                                                                         |
| 6 september WK-kwalificatie № 403 «onderlinge duels» 16:10 uur | Ecuador                                                          | 3 – 1 | Bolivia            | Estadio Olímpico Atahualpa, Quito Toeschouwers: 35.000 Scheidsrechter: Pablo Pozo (CHI) |
| 6 september WK-kwalificatie № 403 «onderlinge duels» 16:10 uur | Felipe Caicedo 21' Edison Méndez 51' (pen.) Cristian Benítez 72' |       | 40' Joaquín Botero | Estadio Olímpico Atahualpa, Quito Toeschouwers: 35.000 Scheidsrechter: Pablo Pozo (CHI) |

|                                                                 |         |       |         |                                                                                      |
| 10 september WK-kwalificatie № 404 «onderlinge duels» 17:40 uur | Uruguay | 0 – 0 | Ecuador | Estadio Centenario, Montevideo Toeschouwers: 45.000 Scheidsrechter: Óscar Ruiz (COL) |
| 10 september WK-kwalificatie № 404 «onderlinge duels» 17:40 uur |         |       |         | Estadio Centenario, Montevideo Toeschouwers: 45.000 Scheidsrechter: Óscar Ruiz (COL) |

|                                                               |                      |       |       |                                                                                             |
| 12 oktober WK-kwalificatie № 405 «onderlinge duels» 16:55 uur | Ecuador              | 1 – 0 | Chili | Estadio Olímpico Atahualpa, Quito Toeschouwers: 33.079 Scheidsrechter: Martín Vázquez (URU) |
| 12 oktober WK-kwalificatie № 405 «onderlinge duels» 16:55 uur | Cristian Benítez 70' |       |       | Estadio Olímpico Atahualpa, Quito Toeschouwers: 33.079 Scheidsrechter: Martín Vázquez (URU) |

|                                                               |                                                              |       |                | |
| 15 oktober WK-kwalificatie № 406 «onderlinge duels» 20:30 uur | Venezuela                                                    | 3 – 1 | Ecuador        | Estadio Olímpico Luis Ramos, Puerto La Cruz Toeschouwers: 10.581 Scheidsrechter: Enrique Osses (CHI) |
| 15 oktober WK-kwalificatie № 406 «onderlinge duels» 20:30 uur | Giancarlo Maldonado 48' Alejandro Moreno 56' Juan Arango 67' |       | 12' Isaac Mina | Estadio Olímpico Luis Ramos, Puerto La Cruz Toeschouwers: 10.581 Scheidsrechter: Enrique Osses (CHI) |

|                                                                  |               |       |                                       |                                                                             |
| 12 november Vriendschappelijk № 407 «onderlinge duels» 21:00 uur | Ecuador       | 1 – 2 | Mexico                                | Chase Field, Phoenix Toeschouwers: onbekend Scheidsrechter: Alex Prus (USA) |
| 12 november Vriendschappelijk № 407 «onderlinge duels» 21:00 uur | Isaac Mina 8' |       | 50' Leobardo López 90+3' Matías Vuoso | Chase Field, Phoenix Toeschouwers: onbekend Scheidsrechter: Alex Prus (USA) |

|                                                                 |      |                    |         |                                                                                              |
| 17 december Arabian Gulf Cup № 408 «onderlinge duels» 17:30 uur | Iran | 0 – 1              | Ecuador | Sultan Qaboos Sports Complex, Muscat Toeschouwers: 5.000 Scheidsrechter: M Al-Ghatrifi (OMA) |
| 17 december Arabian Gulf Cup № 408 «onderlinge duels» 17:30 uur |      | 56' Fidel Martínez |         | Sultan Qaboos Sports Complex, Muscat Toeschouwers: 5.000 Scheidsrechter: M Al-Ghatrifi (OMA) |

|                                                                 |                                     |       |         |                                                                                         |
| 19 december Arabian Gulf Cup № 409 «onderlinge duels» 17:30 uur | Oman                                | 2 – 0 | Ecuador | Sultan Qaboos Sports Complex, Muscat Toeschouwers: 9.000 Scheidsrechter: M Merdas (OMA) |
| 19 december Arabian Gulf Cup № 409 «onderlinge duels» 17:30 uur | Amad Al-Hosni 37' Amad Al-Hosni 75' |       |         | Sultan Qaboos Sports Complex, Muscat Toeschouwers: 9.000 Scheidsrechter: M Merdas (OMA) |

## FIFA-wereldranglijst
| JAN | FEB | MAR | APR | MEI | JUN | JUL | AUG | SEP | OKT | NOV | DEC |
| --- | --- | --- | --- | --- | --- | --- | --- | --- | --- | --- | --- |
| 52  | 57  | 54  | 55  | 55  | 59  | 60  | 56  | 52  | 42  | 31  | 36  |

## Statistieken
| José Cevallos         | 1971-04-17 | LDU Quito                | 6  | 0 | 0 | 83  | 0  |
| Marcelo Elizaga       | 1972-04-19 | Club Sport Emelec        | 3  | 1 | 0 | 9   | 0  |
| Cristian Mora         | 1979-08-26 | El Nacional              | 2  | 0 | 0 | 19  | 0  |
| Máximo Banguera       | 1985-12-16 | Club Deportivo Espoli    | 1  | 2 | 0 | 3   | 0  |
| Verdediging           |            |                          |    |   |   |     |    |
| Iván Hurtado          | 1974-08-16 | Millonarios              | 11 | 0 | 0 | 157 | 5  |
| Isaac Mina            | 1980-10-17 | Sociedad Deportivo Quito | 8  | 1 | 2 | 9   | 2  |
| Giovanny Espinoza     | 1977-04-12 | Cruzeiro                 | 8  | 0 | 0 | 84  | 2  |
| Omar de Jesús         | 1976-02-29 | Barcelona Sporting Club  | 6  | 1 | 0 | 15  | 0  |
| Jorge Guagua          | 1981-09-28 | Barcelona Sporting Club  | 3  | 0 | 0 | 31  | 2  |
| José Luis Cortez      | 1979-11-21 | Sociedad Deportivo Quito | 2  | 2 | 0 |     |    |
| Franklin Corozo       | 1981-02-15 | Sociedad Deportivo Quito | 2  | 0 | 0 |     |    |
| Carlos Castro         | 1978-09-24 | Barcelona Sporting Club  | 1  | 3 | 0 |     |    |
| Luis Checa            | 1983-12-21 | Sociedad Deportivo Quito | 1  | 1 | 0 |     |    |
| Enrique Gámez         | 1981-07-13 | CSD Macará               | 1  | 1 | 0 | 2   | 0  |
| Gabriel Achilier      | 1985-03-24 | Deportivo Azogues        | 1  | 0 | 0 | 1   | 0  |
| Erick de Jesús        | 1982-11-08 | El Nacional              | 1  | 0 | 0 |     |    |
| Neicer Reasco         | 1977-07-23 | LDU Quito                | 1  | 0 | 0 | 43  | 0  |
| Ulises de la Cruz     | 1974-02-08 | Birmingham City          | 0  | 1 | 0 | 99  | 6  |
| Geovanny Nazareno     | 1988-01-17 | Sociedad Deportivo Quito | 0  | 1 | 0 |     |    |
| Middenveld            |            |                          |    |   |   |     |    |
| Walter Ayoví          | 1979-08-11 | CF Monterrey             | 10 | 0 | 1 | 37  | 4  |
| Segundo Castillo      | 1982-05-15 | Everton                  | 8  | 0 | 1 |     |    |
| Joffre Guerrón        | 1985-04-28 | Getafe CF                | 6  | 1 | 0 | 11  | 0  |
| Luis Antonio Valencia | 1985-08-04 | Wigan Athletic           | 6  | 0 | 0 | 35  | 4  |
| Patricio Urrutia      | 1978-10-15 | LDU Quito                | 4  | 2 | 1 | 26  | 3  |
| Luis Bolaños          | 1985-03-27 | LDU Quito                | 3  | 4 | 0 |     |    |
| Fernando Hidalgo      | 1985-05-20 | Barcelona Sporting Club  | 3  | 2 | 0 |     |    |
| Edison Méndez         | 1979-03-16 | PSV Eindhoven            | 3  | 0 | 1 | 83  | 14 |
| Paul Ambrosi          | 1980-10-14 | LDU Quito                | 2  | 0 | 0 | 33  | 0  |
| Oswaldo Minda         | 1983-07-26 | Sociedad Deportivo Quito | 2  | 0 | 0 |     |    |
| Jefferson Montero     | 1989-09-01 | Dorados de Sinaloa       | 2  | 0 | 0 | 3   | 0  |
| David Quiroz          | 1982-09-08 | Barcelona Sporting Club  | 2  | 0 | 0 |     |    |
| Pedro Quiñónez        | 1986-03-04 | Santos Laguna            | 1  | 0 | 0 |     |    |
| Luis Saritama         | 1983-10-20 | Sociedad Deportivo Quito | 1  | 0 | 0 | 19  | 0  |
| Ángel Escobar         | 1981-03-20 | CSD Macará               | 0  | 1 | 0 |     |    |
| Fabricio Guevara      | 1989-02-16 | El Nacional              | 0  | 1 | 0 |     |    |
| Carlos Hidalgo        | 1979-02-09 | Barcelona Sporting Club  | 0  | 1 | 0 |     |    |
| Christian Lara        | 1980-04-27 | Barcelona Sporting Club  | 0  | 1 | 0 |     |    |
| Jefferson Pinto       | 1990-03-23 | Club Sport Emelec        | 0  | 1 | 0 |     |    |
| Joao Rojas            | 1989-06-14 | Técnico Universitario    | 0  | 1 | 0 | 1   | 0  |
| Aanval                |            |                          |    |   |   |     |    |
| Felipe Caicedo        | 1988-09-05 | Manchester City          | 6  | 2 | 1 | 24  | 3  |
| Cristian Benítez      | 1986-05-01 | Santos Laguna            | 4  | 2 | 3 | 26  | 9  |
| Carlos Tenorio        | 1979-05-14 | Al-Sadd                  | 4  | 0 | 1 | 48  | 11 |
| Fidel Martínez        | 1990-02-15 | Cruzeiro                 | 2  | 0 | 1 |     |    |
| Walter Calderón       | 1977-10-17 | Sociedad Deportivo Quito | 2  | 0 | 0 |     |    |
| Edmundo Zura          | 1983-12-01 | Newcastle United Jets    | 2  | 0 | 0 | 9   | 1  |
| Pablo Palacios        | 1982-02-05 | Barcelona Sporting Club  | 1  | 2 | 0 | 7   | 0  |
| Félix Borja           | 1983-04-02 | 1. FSV Mainz 05          | 0  | 3 | 0 | 21  | 3  |
| Narciso Mina          | 1982-11-25 | Manta FC                 | 0  | 3 | 0 | 3   | 0  |

FEF · A-internationals · Bondscoaches · Selecties · Statistieken · Ecuadoraans vrouwenelftal · Olympisch elftal · Ecuador U21 · Ecuador U20 · Ecuador U18 · Ecuador U17
1938 – 1949 ·
1950 – 1959 ·
1960 – 1969 ·
1970 – 1979 ·
1980 – 1989 ·
1990 – 1999 ·
2000 – 2009 ·
2010 – 2019 ·
2020 − 2029
WK 2002 · 
WK 2006 · 
WK 2014
1938 · 
1939 · 
1940 · 
1941 · 
1942 · 
1943 · 1944 · 
1945 · 
1946 · 
1947 · 
1948 · 
1949 · 
1950 · 1951 · 1952 · 
1953 · 
1954 · 
1955 · 
1956 · 
1957 · 
1958 · 
1959 · 
1960 · 
1961 · 1962 · 
1963 · 
1964 · 
1965 · 
1966 · 
1967 · 1968 · 
1969 · 
1970 · 
1971 · 
1972 · 
1973 · 
1974 · 
1975 · 
1976 · 
1977 · 
1978 · 
1979 · 
1980 · 
1981 · 
1982 · 
1983 · 
1984 · 
1985 · 
1986 · 
1987 · 
1988 · 
1989 · 
1990 · 
1991 · 
1992 · 
1993 · 
1994 · 
1995 · 
1996 · 
1997 · 
1998 · 
1999 · 
2000 · 
2001 · 
2002 · 
2003 · 
2004 · 
2005 · 
2006 · 
2007 · 
2008 · 
2009 · 
2010 · 
2011 · 
2012 · 
2013 · 
2014 · 
2015 · 
2016 · 
2017 ·
2018 ·
2019 ·
2020 ·
2021 ·
2022
Argentinië ·
Armenië ·
Australië ·
Bolivia · 
Brazilië ·
Bulgarije ·
Canada ·
Chili ·
Colombia ·
Costa Rica ·
Cuba ·
Denemarken ·
DDR ·
Duitsland ·
El Salvador ·
Engeland ·
Estland ·
Finland ·
Frankrijk ·
Griekenland ·
Guatemala ·
Haïti ·
Honduras ·
Ierland ·
Irak ·
Iran ·
Italië ·
Jamaica ·
Japan ·
Joegoslavië ·
Jordanië ·
Kaapverdië ·
Koeweit ·
Kroatië · 
Libanon ·
Mexico ·
Nederland ·
Nigeria ·
Noord-Macedonië ·
Oeganda ·
Oman ·
Panama ·
Paraguay ·
Peru ·
Polen ·
Portugal ·
Qatar ·
Roemenië ·
Saoedi-Arabië ·
Schotland ·
Senegal ·
Spanje ·
Trinidad en Tobago ·
Turkije · 
Uruguay ·
Venezuela ·
Verenigde Staten ·
Wit-Rusland ·
Zambia ·
Zuid-Afrika ·
Zuid-Korea ·
Zweden ·
Zwitserland
Costa Rica (2006) · 
Duitsland (2006) · 
Engeland (2006) · 
Frankrijk (2014) · 
Honduras (2014) · 
Nederland (2022) · 
Polen (2006) · 
Qatar (2022) · 
Zwitserland (2014)